# Clemens Buff

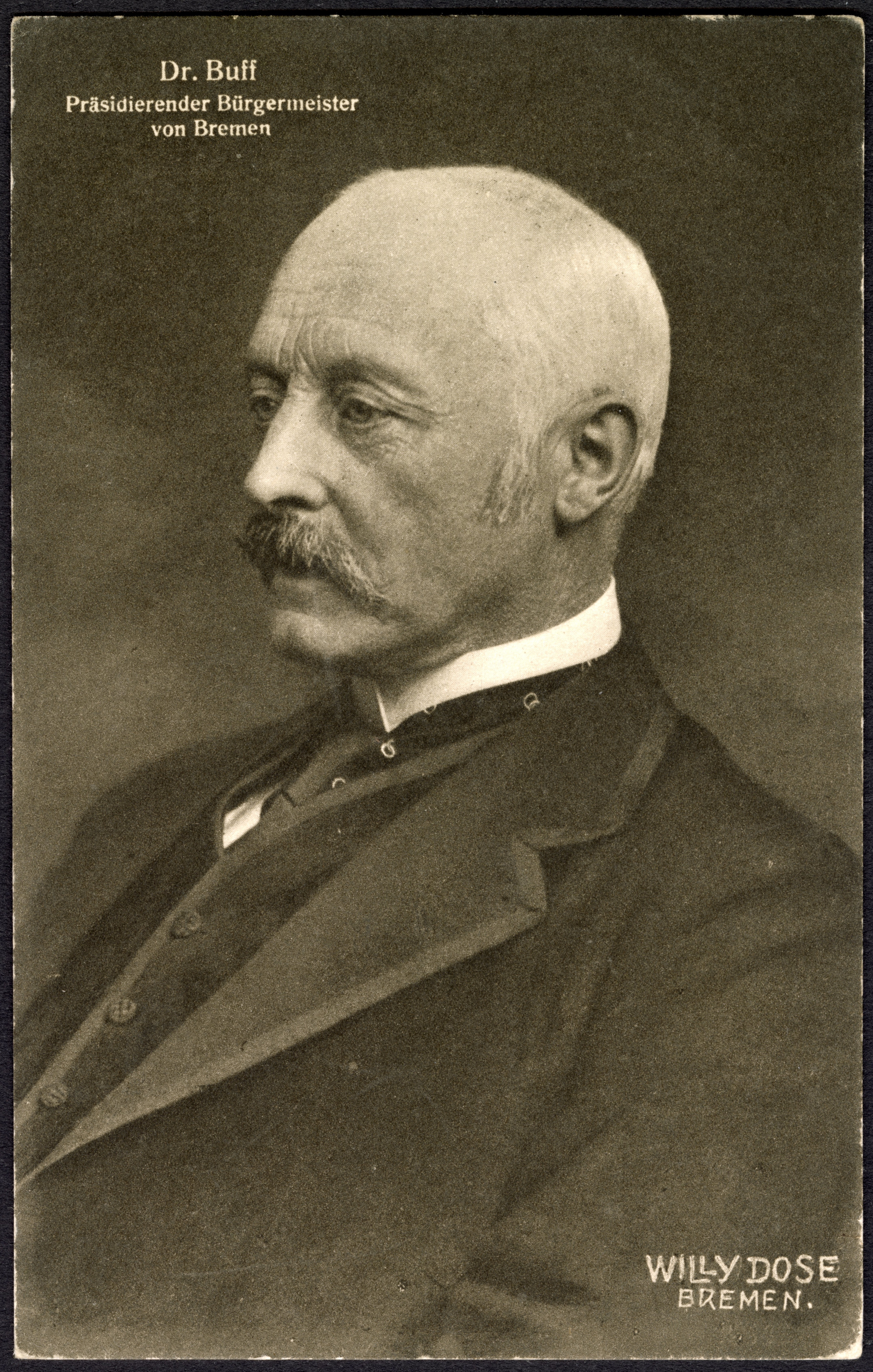
„Dr. Buff, Präsidierender Bürgermeister von Bremen“;
Foto: Willy Dose auf Wohlfahrts-Karte des „Reichsverband zur Unterstützung deutscher Veteranen E.V“ und Kriegsteilnehmer des Heeres und der Marine, um 1915

Clemens Carl Buff (* 20. November 1853 in Bremen; † 23. Februar 1940 ebenda) war ein deutscher Jurist, Bremer Senator und Bürgermeister der Hansestadt.

## Biografie
Clemens Buff war der Sohn von Bürgermeister (1883–1890) und Kaufmann Karl Friedrich Christian Buff. Nach dem Besuch des Gymnasiums in Bremen studierte er Jura in Straßburg, Bonn und Göttingen und schloss das Studium mit der Promotion zum Dr. jur. ab. Er begann seine berufliche Tätigkeit 1877 als Rechtsanwalt in Bremen und wurde 1884 auch Notar. Er war aktiv in den Bereichen der Kirche, des Wohlfahrtswesen und der Wirtschaft und er wurde Vorsitzender des Gewerbe- und Industrievereins.
Von 1892 bis 1895 war Mitglied der Bremer Bürgerschaft. 1895 wurde zum Senator in Bremen berufen und er nahm das Amt des Landherrn (Verwaltung, Polizei, Deichwesen) für die damals noch bestehenden bremischen Landgemeinden war. Ab 1911 war für die Polizei zuständig. Von 1914 bis 1917 war er schließlich neben Karl F. H. Stadtländer und Carl Georg Barkhausen Bürgermeister von Bremen sowie 1915 und 1917 Präsident des Senats. 1919 schied er aus dem Senat aus.
Er wurde dann Mitglied der Deutschnationalen Volkspartei und deren Landesvorsitzender. Für die DNVP war er von 1920 bis 1927 Mitglied der Bremer Bürgerschaft. 1922 begründete er den Deutschen Luftfahrer-Verband mit Sitz in Bremen und war auch Präsident des Verbandes. Von 1918 bis 1933 war er als Nachfolger von Bürgermeister Carl Georg Barkhausen auch Vorsitzender des Bremer Bürgerparkvereins. Er zog sich nach 1927 aus der Politik zurück.